# 陶尔多什
陶尔多什，是匈牙利科马罗姆-埃斯泰尔戈姆州所辖的一个村。总面积23.32平方公里，总人口1591，人口密度68.2人/平方公里（2011年1月1日）。